# 拓跋新成
拓跋新成（5世紀—470年1月21日），追尊魏景穆帝拓跋晃之子，生母袁椒房，北魏宗室、官员。

## 生平
太安三年五月己巳（457年6月28日），魏文成帝封弟弟拓跋新成为阳平王。
和平元年（460年）朝議決定征討吐谷渾，派遣征西大将军拓跋新成都督統萬鎮、高平鎮各路军队从南道进发，南郡公李惠和给事中公孫拔、定阳侯曹安等人都督凉州各路军队从北道进发，吐谷渾首領拾寅走保南山，魏軍渡河追擊，當時魏軍軍中疾病流行，加上吐谷渾部落已遠走，所以退兵還朝，俘獲了二十餘萬頭的駱駝與馬匹。
和平六年（465年）冬季十月，朝廷征召阳平王拓跋新成、京兆王拓跋子推、济阴王拓跋小新成、汝阴王拓跋天赐、任城王拓跋云入朝，拓跋新成後擔任內都大官。皇興四年十二月甲辰（470年1月21日）去世，谥号幽。

## 家庭

### 妻妾
- 顿丘李氏，（ -517）东晋南顿郡太守李贤孙女，刘宋龙骧将军、哲县侯李超之女，生元钦[16]
- 雷氏，元颐、元衍生母[17][18]

### 兒子
拓跋新成有七子，其中一子缺名
- 元頤，北魏征西大将军、青州刺史、阳平惠王
- 元衍，北魏安南大将军、雍州刺史、廣陵康侯
- 元振，北魏征西大将军、夏州刺史、文烈公
- 元某，北魏夏州刺史、西郡公
- 元匡，第五子，過繼給叔叔拓跋洛侯，北魏镇东将军、关右都督、尚书行台、济南文贞王
- 元颺，第六子，北魏左中郎將、顯武將軍[20]
- 元欽，北魏侍中、骠骑将军、司空公、钜平文懿侯

## 延伸阅读
[在维基数据编辑]
 《魏書·卷19上》，出自魏收《魏书》
 《北史·卷017》，出自李延壽《北史》